# Гёпперт, Генрих Роберт
Иоганн Генрих Роберт Гёпперт (1800—1884) — немецкий естествоиспытатель.

## Жизнеописание
Профессор ботаники в Бреславле, там же директор ботанического сада, при котором основал ботанический музей. Составил богатую коллекцию (11000 экз.) ископаемых растений, которую подарил родному университету. Главные труды по палеонтологии растений.
Член-корреспондент Санкт-Петербургской академии наук c 9 декабря 1853 года по отделению физико-математических наук (биологический разряд).

## Труды
- «Uebersicht sämmtlicher bekannter fossiler Pflanzen» (в «Index palaeontologicus», Бронна, 1849);
- «Die Gattungen der fossilien Pflanzen etc.» (1841—1846),
- «Die permische Flora» (1866).
- Вместе с Бронном и Мейером: «Index palaeontologicus» (1849).

## Награды
- Медаль Мурчисона (1883)